# Circonscription de Elkere
La circonscription d’Elkere est l’une des vingt-trois circonscriptions législatives de l’État fédéré Somali. Elle se situe dans la Zone Afder. Son représentant actuel est Shukri Mealin Hussien.